# Ментне
Ментне (пол. Miętne) — село в Польщі, у гміні Гарволін Ґарволінського повіту Мазовецького воєводства.
Населення — 1834 особи (2011).

## Демографія
Демографічна структура станом на 31 березня 2011 року:
|          | Загалом | Допрацездатний вік | Працездатний вік | Постпрацездатний вік |
| -------- | ------- | ------------------ | ---------------- | -------------------- |
| Чоловіки | 885     | 233                | 592              | 60                   |
| Жінки    | 949     | 248                | 552              | 149                  |
| Разом    | 1834    | 481                | 1144             | 209                  |